# Miguel Arias Cañete
Miguel Arias Cañete (Madrid, 24 de febrer de 1950) és un polític espanyol, que fou ministre d'Agricultura, Pesca i Alimentació en el segon govern de José María Aznar. Jurarà el càrrec de ministre d'Agricultura amb el govern de Mariano Rajoy.

## Biografia
Va estudiar dret a la Universitat Complutense de Madrid, esdevenint posteriorment advocat de l'Estat en les delegacions d'hisenda a Jerez de la Frontera i Cadis.

## Activitat política
Membre d'Aliança Popular, va iniciar la seva activitat política com a parlamentari en la primera legislatura del Parlament d'Andalusia l'any 1982, càrrec que ocupà fins al 1986. En les eleccions generals de 1982 fou escollit senador al Senat espanyol en representació de la província de Cadis, càrrec que abandonà en finalitzar la legislatura.
L'any 1986 fou escollit eurodiputat per part del Partit Popular en representació d'Espanya, càrrec que revalidà en les eleccions europees de 1989 i 1994. Abandonà el Parlament Europeu l'any 1999.
L'any 1995 fou escollit regidor a l'ajuntament de Jerez de la Frontera, càrrec que ocupà fins a l'any 2000, quan novament fou escollit senador per la província de Cadis en les eleccions generals d'aquell any. En la formació del nou govern de José María Aznar fou nomenat ministre d'Agricultura, Pesca i Alimentació on hagué de lidiar amb el cas de seguretat alimentària de les vaques boges. En les eleccions generals de 2004 fou escollit diputat al Congrés dels Diputats per la província de Cadis. Després de les dues legislatures en què el PP formà part de l'oposició al Congrés, Cañete fou incorporat de nou a la cartera d'agricultura i ramaderia al Consell de Ministres d'Espanya de la VII Legislatura format per Mariano Rajoy, amb qui ja havia coincidit al govern en anteriors ocasions, cessant del seu càrrec i sent substituït per Isabel García Tejerina el 28 d'abril de 2014 en ser elegit diputat al Parlament Europeu.